# Howden
Howden ist eine Landstadt in der englischen Unitary Authority East Riding of Yorkshire. Gemäß Volkszählung besaß Howden im Jahre 2001 insgesamt 3.810  Einwohner.

## Geografie
Howden befindet sich am M62 unweit des Nordufers des Flusses Ouse, etwa 30 km westlich von Kingston upon Hull im East Riding of Yorkshire.

## Geschichte

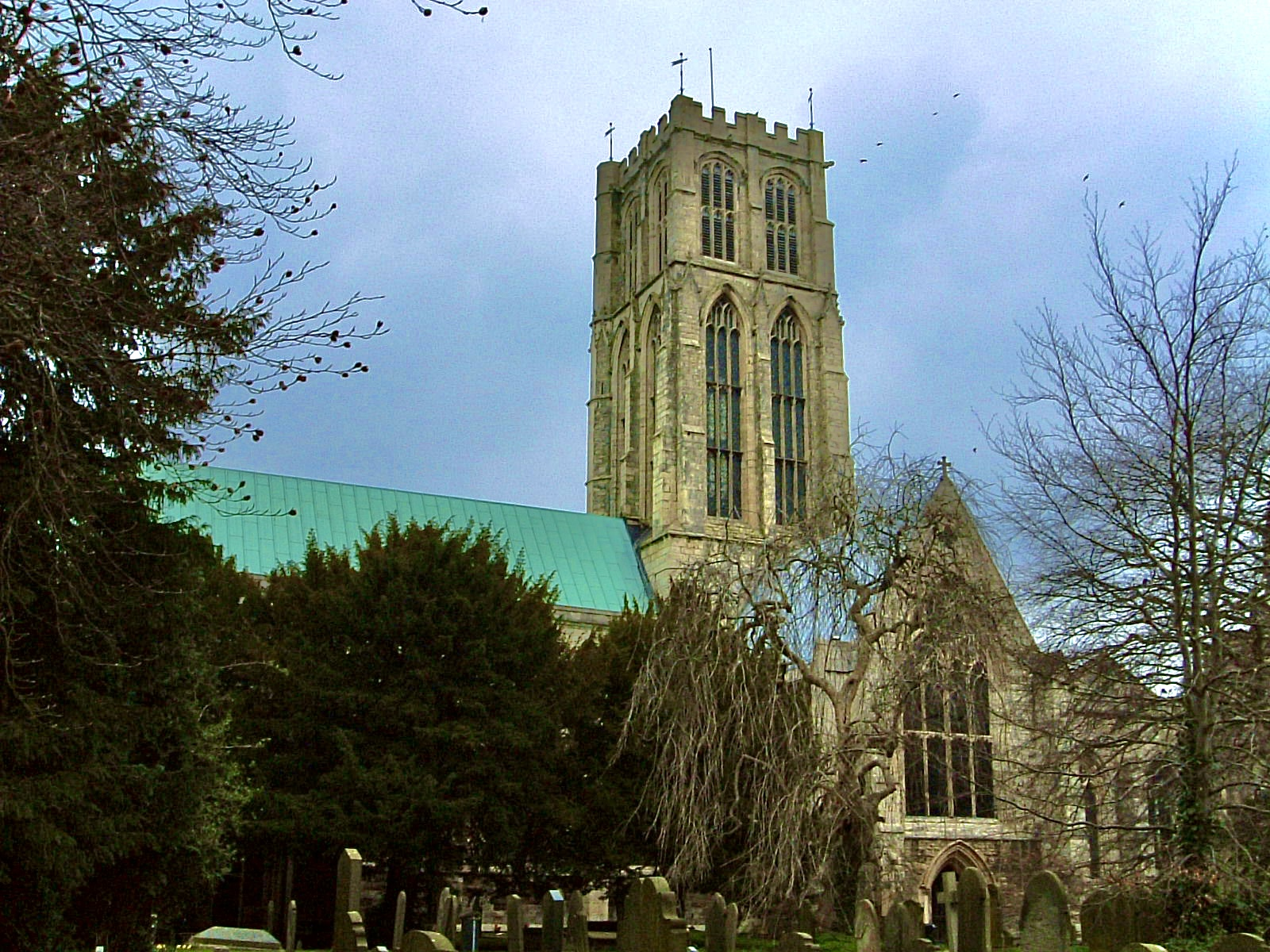
Howden Minster

Zum ersten Mal wurde Howden urkundlich erwähnt, als König Edgar im Jahre 959 seiner Frau das Landgut Howden übertrug, wodurch der Ort erstmals in Verbindung mit dem Hofstaat kam.
1080 übergab Wilhelm I. das Gut mitsamt Kirche an den Bischof von Durham, der die Kirche, das spätere Howden Minster, wiederum an die Mönche Durhams übertrug; das Landgut behielt er für sich. 1228 wurde mit dem Bau des Howden Minsters begonnen und im 15. Jahrhundert vollendet.
1548 wurden die Kirchen und Klöster unter König Heinrich VIII. mitsamt dem Howden Minster aufgelöst. In der Folgezeit wurde der Kirchenbau allmählich dem Verfall preisgegeben. Während des englischen Bürgerkrieges wurde er von den parlamentarischen Truppen besetzt und dabei zusätzlich beschädigt. Am 29. September 1696 stürzte das Dach des Kirchenschiffes schließlich ein. 1748 wurde die Ruine schließlich abgetragen und das Gelände eingeebnet. Das Mauermaterial wurde dabei von den Dorfbewohnern anderweitig verwendet.
Im frühen 19. Jahrhundert wurde Howden durch seinen jährlich im September abgehaltenen Pferdemarkt international bekannt. 1807 soll er der größte Pferdemarkt des Vereinigten Königreiches gewesen sein. Bis zu 4.000 Pferde wurden dabei jeden Tag verkauft.

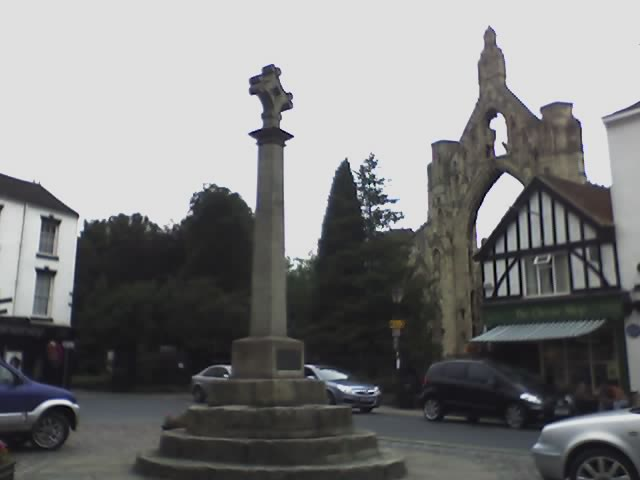
Stadtmitte

Das Stadtbild Howdens wurde weitgehend durch die georgianische und viktorianische Architektur geprägt. Es heißt, dass Howden zu dieser Zeit die größte Dichte an Pubs im ganzen Land besaß.
Im Jahre 1840 ereignete sich unweit der Stadt ein Eisenbahnunglück, bei dem vier Fahrgäste getötet wurden.
1850 wurde die katholische Sacred Heart Church in Howden eröffnet.
1915 wurde bei Howden eine Luftschiffhalle erbaut, um britische Schiffe und Häfen entlang der Küste vor deutschen U-Boot-Attacken im Zuge des Ersten Weltkriegs zu schützen.
Vor und während des Zweiten Weltkrieges beteiligte sich der Schriftsteller Nevil Shute zusammen mit Barnes Neville Wallis, dem Erfinder der Rollbombe, an der Entwicklung und Konstruktion der R100 in Howden. Am Wohnhaus von Shute prangt heute eine Blue Plaque.
1932 wurde das katholische Minster einer Grundrenovierung unterzogen.

## Wirtschaft und Infrastruktur

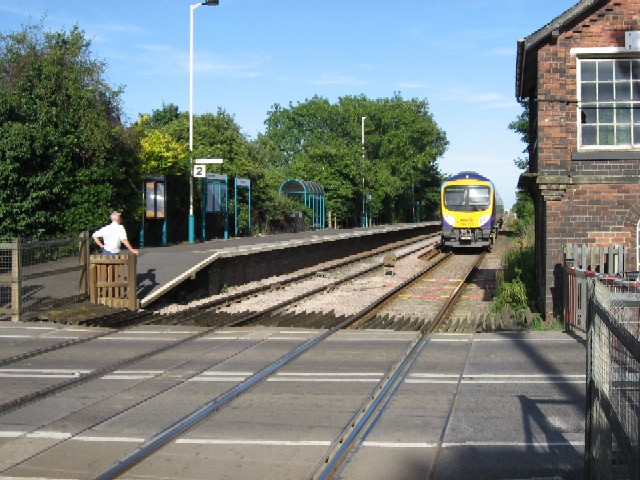
Bahnhof Howden

### Industrie
In Howden ist eine Produktionsstätte des britischen Küchenherstellers Howdens Joinery. Der Konzern ist im britischen Aktienindex FTSE 100 enthalten.

### Verkehr
Howden liegt verkehrsgünstig direkt an der Ost-West-Achse M62, einer Autobahn, die sich von Liverpool im Westen bis kurz vor Kingston upon Hull im Osten erstreckt. Die A-Straße A63 führt über Selby nach Leeds, und die A614 nach Bridlington sowie nach Süden über Goole bis nach Nottingham.
Der 1840 eröffnete Bahnhof befindet sich zwei Kilometer nördlich der Stadt. Er wird von Northern Rail betrieben, jedoch auch von Zügen von First TransPennine Express sowie von First Hull Trains bedient. 1987 wurde das Bahnhofsgebäude zu einem Grade II listed building ernannt.

## Persönlichkeiten
- Roger von Hoveden († 1201), Chronist und Kreuzfahrer